# O Homem de Toronto
The Man from Toronto (bra/prt: O Homem de Toronto) é um filme americano de 2022 do gênero comédia de ação dirigido por Patrick Hughes e estrelado por Kevin Hart, Woody Harrelson, Kaley Cuoco e Ellen Barkin.
Originalmente agendado para ser lançado nos cinemas dos Estados Unidos em 12 de agosto de 2022 pela Sony Pictures Releasing, os direitos de distribuição do filme foram vendidos para a Netflix, onde foi lançado em 24 de junho de 2022. O filme recebeu críticas mistas dos críticos.

## Sinopse
Um azarão nova-iorquino é confundido com o assassino mais mortal do mundo em um Airbnb.

## Elenco
- Kevin Hart como Teddy
- Woody Harrelson como Randy, o "Homem de Toronto"
- Kaley Cuoco como Maggie
- Ellen Barkin
- Pierson Fodé como o "Homem de Miami"
- Jasmine Matthews como Ruth
- Lela Loren
- Kate Drummond
- Tomohisa Yamashita como o "Homem de Tóquio"

## Produção

### Desenvolvimento
Foi anunciado em janeiro de 2020 que Patrick Hughes havia sido contratado para dirigir o roteiro de Robbie Fox, The Man from Toronto, com Jason Blumenthal, Todd Black, Bill Bannerman e Steve Tisch produzindo através da Escape Artists e a Sony Pictures distribuindo.

#### Escalação do elenco
Foi anunciado em janeiro de 2020 que Jason Statham e Kevin Hart estrelariam o filme. Em março, Statham saiu abruptamente do projeto seis semanas antes das filmagens depois de entrar em conflito com os produtores sobre o tom e a classificação do filme. Woody Harrelson foi escalado para substituí-lo. Kaley Cuoco foi adicionada ao elenco em abril, e Pierson Fodé foi adicionado em maio. Jasmine Mathews, Ellen Barkin, Lela Loren e Tomohisa Yamashita foram adicionados em outubro.

#### Filmagens
As filmagens do filme estavam marcadas para começar em abril de 2020 em Atlanta, mas em março, a produção foi adiada devido à pandemia de COVID-19.
As filmagens começaram em 12 de outubro de 2020 na área de Toronto. Rob Hardy foi o diretor de fotografia.

## Música
A trilha sonora do filme foi composta por Ramin Djawadi.

## Lançamento
The Man from Toronto foi lançado em 24 de junho de 2022, pela Netflix.
Ele estava programado para ser lançado nos cinemas dos Estados Unidos em 12 de agosto de 2022 pela Sony Pictures Releasing. O filme foi originalmente agendado para ser lançado em 20 de novembro de 2020. Em 24 de abril de 2020, a data foi adiada para 17 de setembro de 2021 devido à pandemia de COVID-19. Em março de 2021, o filme foi retirado do calendário de lançamentos da Sony. Em abril de 2021, o filme foi agendado para ser lançado em 14 de janeiro de 2022. Em abril de 2022, a Variety informou que a Sony havia vendido os direitos de distribuição do filme para a Netflix, que distribuirá o filme em todo o mundo, excluindo a China, onde a Sony distribuirá.

## Recepção
No site agregador de críticas Rotten Tomatoes, 22% das críticas são positivas, com uma classificação média de 3,9/10. O consenso do site diz: "O Homem de Toronto tem uma premissa incrível e um bom par de estrelas, mas esta comédia desdentada não combina com seus elementos promissores e acaba não sendo engraçada nem emocionante". No Metacritic, o filme tem uma pontuação média ponderada de 34 em 100 com base em 20 críticas, indicando "críticas geralmente desfavoráveis".

## Futuro
Em junho de 2022, o diretor Patrick Hughes revelou que, ao encerrar a produção do filme, percebeu que queria que os filmes de Dupla Explosiva se passassem no mesmo universo. O cineasta afirmou que planeja conversar com os estúdios de cinema associados e está trabalhando em uma ideia de crossover onde Ryan Reynolds, Samuel L. Jackson, Kevin Hart e Woody Harrelson possam reprisar seus respectivos papéis.